# Guntkajmy
Guntkajmy (niem. Gunten) - dawna osada, znajdująca się w Polsce położona w województwie warmińsko-mazurskim, w powiecie bartoszyckim, w gminie Bartoszyce.
W  1889 r. był to majątek ziemski o powierzchni 318 ha. W 1970 r. w Guntkajmach mieszkało 6 osób i znajdowały się we wsi dwa domy. Funkcjonowały w tym czasie dwa indywidualne gospodarstwa rolne, gospodarujące na 22 ha. W 1983 r. miejscowość ta już nie istniała.

## Obecnie
Na mapie z początku XX w. w miejscowości zaznaczono 3 gospodarstwa. Obecnie miejscowość nie istnieje, w tym miejscu są zadrzewienia, ale na tym obszarze istnieje obręb geodezyjny o nazwie Guntkajmy.